# Коель
Кое́ль (Eudynamys) — рід зозулеподібних птахів родини зозулевих (Cuculidae). Представники цього роду мешкають в Південній і Південно-Східній Азії та в Австралазії.

## Опис
Довжина тіла складає 39-46 сантиметрів, маса тіла самців — 133-340 грамів, самиць — 148-330 грамів. Пір'я самиці сіре, смугасте та вкраплене коричневими відтінками. Самці мають чорний колір пір'я.

## Види
Виділяють три види:
- Коель великий (Eudynamys scolopaceus)
- Коель чорнодзьобий (Eudynamys melanorhynchus)[11]
- Коель східний (Eudynamys orientalis)[12]

| Зображення | Наукова назва            | Підвид | Назва              | Ареал |
| ---------- | ------------------------ | ------ | ------------------ | --- |
|            | Eudynamys scolopaceus    |        | Коель великий      | Пакистан, Індія, Бангладеш та Шрі Ланка, південна частина Китаю, Сінгапур, острови Рюкю в південній Японії та Великі Зондські острови |
|            | Eudynamys melanorhynchus |        | Коель чорнодзьобий | Індонезійські острови Сулавесі, Сула, Бангаї, Тогіан                                                                                  |
|            | Eudynamys orientalis     |        | Коель східний      | від Воллесії на схід до Соломонових островів і на південь до північної та східної Австралії                                           |

## Етимологія
Наукова назва роду Eudynamys походить від сполучення слів дав.-гр. ευ — добрий і δυναμις — сила, міць.